# Амбернат
Амбернат је град у Индији у држави Махараштра. Према незваничним резултатима пописа 2011. у граду је живело 254.003 становника.

## Становништво
Према незваничним резултатима пописа, у граду је 2011. живело 254.003 становника.
| 1991.   | 2001.   | 2011.   |
| ------- | ------- | ------- |
| 127.665 | 203.795 | 254.003 |